# 五条村
五条村（ごじょうむら）は、愛知県西春日井郡にかつて存在した村である。
現在の北名古屋市の一部（薬師寺）、及び小牧市南西部（藤島など）に該当する。
村名は五条川に由来する。

## 歴史
- 1900年（明治33年）7月16日 - 熊之庄村の一部（薬師寺）と小木村の一部（藤島）が合併し、五条村が発足。
- 1906年（明治39年）7月16日 - 小木村、尾張村、多気村と合併し、北里村が発足。同日五条村は廃止。
- 1963年（昭和38年）9月1日 - 北里村が分割され、旧・五条村の薬師寺地区は師勝町に、旧・五条村の藤島地区は小牧市に編入される。